# 関東
関東（かんとう）は、関西の対になる存在であり、現在の日本では日本の関東地方（主に東京とその周辺）を指すのが一般的である。しかし、関東という言葉は、もともとは「関所の東側」を意味し、文脈に応じてさまざまな地域を指した。本項では、主として日本における「関東」概念の推移について述べる。

## 概要
関東は、もともとは関所の東側という意味であり、中国では函谷関の東側または山海関の東側を意味する（関東 (中国) を参照のこと）。日本では、飛鳥時代に朝廷が近畿とそれ以東とを隔てるために設けた関所（三関）の東側を指す言葉として使われるようになった。当初、「関東」の示す範囲は現在の「東日本」に近いものだったが、時代とともに現在の「関東地方」に相当する地域を指すようになっていった。
また、戦前に日本は満洲を支配した。その際、満洲に置かれた関東軍などが「関東」を冠したのは、この「関東」が「山海関の東側」すなわち満洲を意味するためであり、日本の関東地方とは関係がない。
現在の日本では、特に断りがなければ「関東」は日本の関東地方を指すのが一般的である。

## 歴史

### 古代
672年に天智天皇が崩御すると、天智天皇の子である大友皇子と天智天皇の弟である大海人皇子（のちの天武天皇）の間で皇位をめぐる内乱が起こった（壬申の乱）。大海人皇子は東国から兵力を動員し内乱に勝利したが、即位すると翌673年に都（飛鳥浄御原宮）一帯を守るため、近畿とそれ以東とを隔てる3か所の関所を設けた。これがいわゆる三関であり、東山道の不破関、東海道の鈴鹿関、北陸道の愛発関がそれにあたる。これ以降、三関の東側を「関東」と呼ぶようになった。三関以東の示す範囲はおおむね敦賀湾-伊勢湾構造線以東に相当する。このことからもわかるように、当初の「関東」は、現在の「関東地方」というより「東日本」に近い範囲を指す言葉であり、「東国」に類似した意味を持っていた。もっとも、当時の日本の北限は現在とは大きく異なっているため、当時の三関以東を現在の東日本と同一視するのは正確ではない。
三関以東を指して「関東」と呼ぶ慣習は、奈良時代から平安時代にかけて長らく続いた。平安中期には逢坂関が愛発関に取って代わったが、「関東」の示す範囲に大きな変動はなかった。
この時代には、当然ながら、都（が位置した畿内）が中央だったわけであり、「関東」もその中央から見て東であることを意味する概念だった。すなわち、「関東」は、東半分と西半分という2つの対等な領域に区分けされた列島の、その一方に与えられた名前というわけではなかった。したがって、「関東」が自らを中心に三関の西を指して「関西」とする見方は（少なくとも公的には）存在しなかった。また、畿内はあくまで中央なのであって、自分が東に対する西であるという意識を持っていたわけではなかった。たとえば東国という言葉に対して西国という言葉があるが、これは（日本列島内の地域名称としては）近畿から見て西の中国、四国、九州を指すものだった。

### 中世
平安末期に源頼朝が朝廷から自立した政権を鎌倉に樹立すると、「関東」の概念も変化していくことになった。頼朝は自らの勢力を「畿内近国・西国方」に対する「関東方」と規定した。ほどなくして「関東」は頼朝政権すなわち鎌倉幕府を指す名称として定着し、朝廷内にも幕府との連絡窓口である関東申次が設置された。鎌倉幕府成立後の「関東」が示す範囲は、天武朝以来の三関以東ではなく、遠江国（一説には三河国）・信濃国・越後国以東（おおむね糸魚川静岡構造線以東に相当）となった。この範囲は、幕府の支持基盤であり、かつ幕府が朝廷に公認された直接の統治範囲でもあった。「関東」は、鎌倉幕府そのものおよび鎌倉幕府が直接に統治権を及ぼす範囲の2つを表す語へと変化したのである。
14世紀中頃に室町幕府が成立すると、幕府は「関東」を統治するため鎌倉に鎌倉府を置いた。これ以後、鎌倉府の管轄する諸国が「関東」と認識されるようになった。鎌倉府が管轄したのは、奈良時代以来「坂東」と呼ばれてきた相模国・武蔵国・安房国・上総国・下総国・常陸国・上野国・下野国の8か国と、伊豆国・甲斐国の2か国を合わせた計10か国である。なお、14世紀末に陸奥国・出羽国が鎌倉府の管轄下に置かれてからは、奥羽も「関東」とされる場合があった。
鎌倉幕府が編纂し1300年頃に成立した歴史書である『吾妻鏡』には、「関西38カ国、関東28カ国」という記述がある。これは、日本国66か国を東西に二分し、「関西」という言葉で西日本を、「関東」という言葉で東日本を表した例といえる。

### 近世
17世紀初頭に徳川家康が江戸に幕府を開くと、「関東」の概念もそれに伴って変化し、江戸を防衛するための関所とされた箱根関・小仏関・碓氷関から東の坂東8か国が「関東」と呼ばれるようになった。関東が坂東8か国からなることから、「関八州」という表現も一般化した。関東を冠する幕府の役職として、関八州の治安維持などを担った関東取締出役がある。なお、幕府の公式見解では奥羽も「関東」に含まれていたが、一般的には上述のように「関東」で坂東8か国を指すのがふつうだった。

### 近代・現代
1868年に成立した明治政府は廃藩置県とその後の府県統合によって日本の行政区分を改め、新たに設置された茨城県・栃木県・群馬県・埼玉県・千葉県・東京府（のちの東京都）・神奈川県が関東地方とされるようになった（1876年に現在の範囲に定まるまでに多少範囲に変動があった）。この関東地方の領域は、かつての坂東、江戸時代の関八州と同じであり、現在でも関東といえばこの関東地方を指すのが一般的である。
日露戦争後の日本はポーツマス条約によって関東州（現在の中華人民共和国遼寧省大連市の南半分）と南満洲鉄道附属地を獲得し、南満洲に影響力を及ぼすようになった。満洲事変によって傀儡国家である満洲国を建国すると、日本は実質的に満洲を支配するようになった。満洲に置かれた日本陸軍である関東軍をはじめ、満洲には組織名に関東を冠するものが多い。これは、この関東が山海関の東側、すなわち満洲を意味するためである（関東州もこれに由来する）。現在の日本ではこの意味の関東はもっぱら歴史的な文脈で用いられる。

## 関東と関西
歴史的に見て、琉球諸島（現在の沖縄県）と蝦夷地（現在の北海道）を除くと、日本列島における文化的な境界線のうち最も顕著なものは、東日本と西日本を分ける境界線である。列島中央に座する中央アルプスの存在により、列島の東西間の行き来は比較的困難だった。そのためか、日本の文化を大きく分けると、東日本と西日本に大別されることが多い。また、それぞれの代表的存在として関東と関西が対比されることがある。
一例として、食文化では、関東と関西でうどんのつゆが別物であることが有名である。関東のうどんのつゆは、鰹節の出汁をベースに濃口醤油で味付けをした黒味の強いものである。一方、関西のうどんのつゆは、昆布と鯖節の出汁をベースに薄口醬油で味付けをした色の薄いものである。おもしろいことに、ちょうど不破関（岐阜県関ヶ原）あたりを境として、東側では関東風のつゆになり、西側では関西風のつゆになるという。
このことが知られるようになったきっかけとして、日清食品の社員の逸話が知られている。日清食品は地域ごとの味覚を尊重し、自社製品の味付けを地域ごとに変える方針を採用している。日清「どん兵衛」の商品開発担当者は、東西のつゆがどこで切り替わるのかを知るために、東京から新幹線の各駅停車に乗り、ひとつひとつ駅を降りては自分の目と舌でうどんのつゆを確かめていったところ、関ケ原駅（ほぼ不破関付近）で味が変わることを見出した。そこで、日清は関ケ原駅の東側と西側とで味付けを変えてどん兵衛を販売することに決めたという。なお、関ヶ原の街道沿いのうどん店には、そこがうどんのつゆの「天下の分け目」であることを謳っている店もある。

## 「関東」を冠する団体の例
企業
- 関東化学：試薬メーカー。
- 関東興産：トヨタホームグループの製造会社。
- 関東礦油：出光興産グループの販売会社。
- 関東自動車 (栃木県)
- 関東自動車 (埼玉県)：特定輸送事業を中心事業とする企業。
- 関東自動車工業（現在のトヨタ自動車東日本）：トヨタグループの車体組立メーカー。
- 関東つくば銀行（現在の筑波銀行）：茨城県の第一地方銀行。前身は関東銀行。
- 関東鉄道：茨城県土浦市に本社を置く鉄道・バス事業者。
- 関東電化工業：古河グループの化学メーカー。
- 関東電気工事（現在の関電工）：東京電力グループの設備工事会社。
- 関東天然瓦斯開発
- 関東乳業（現在の栃木乳業）
- 関東バス：東京都のバス事業者。
- ラジオ関東（現在のアール・エフ・ラジオ日本）：神奈川県横浜市に本社を置くAMラジオ局。

一般財団法人
- 関東電気保安協会

学校
- 関東学院大学
- 関東学園大学
  - 関東短期大学
- 関東工業自動車大学校
- 関東国際高等学校

## その他
- 関東煮（かんとだき）：おでんの別名。主に近畿地方で用いられる。
- 関東・栃木レモン：栃木乳業の製造・販売するレモン風味の乳飲料。